# Wiktor Andrejewitsch Bytschkow
Wiktor Andrejewitsch Bytschkow (russisch Виктор Андреевич Бычков, engl. Transkription Viktor Bychkov; * 14. Januar 1938 in Moskau) ist ein ehemaliger sowjetisch-russischer Sprinter, der sich auf den 400-Meter-Lauf spezialisiert hatte.

## Leben
1962 erreichte er bei den Leichtathletik-Europameisterschaften in Belgrad über 400 m das Halbfinale und schied in der 4-mal-400-Meter-Staffel im Vorlauf aus.
Bei den Olympischen Spielen 1964 wurde er Siebter in der 4-mal-400-Meter-Staffel und gelangte über 400 m ins Viertelfinale.
1964 wurde er mit seiner persönlichen Bestzeit von 46,7 s sowjetischer Meister.